# Mô hình tính toán

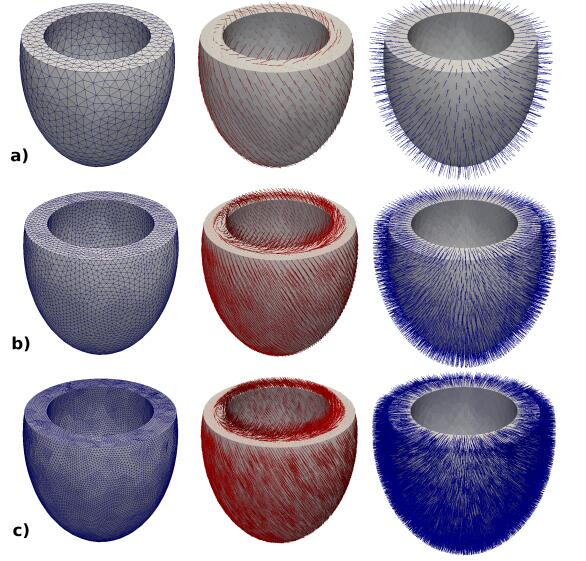
Lưới cho tâm thất trái, ở ba độ phân giải lưới khác nhau và phân phối sợi/tấm

Trong khoa học máy tính, và đặc biệt hơn trong lý thuyết tính toán và lý thuyết độ phức tạp tính toán, mô hình của tính toán là định nghĩa của tập các phép tính cho phép được sử dụng trong tính toán và các chi phí tương ứng. Nó được sử dụng để đo độ phức tạp tính toán của một thuật toán hoặc của vấn đề mà nó được thiết kế. Điều này cho phép nghiên cứu  hiệu suất của các thuật toán một cách tách biệt với các biến thể riêng biệt cho từng cài đặt và công nghệ cụ thể.

## Mô hình
Một số ví dụ về mô hình bao gồm:
- Máy Turing
- Máy trạng thái hữu hạn
- Hàm đệ quy
- Phép tính lambda
- Luận lý tổ hợp
- Máy tự động di động
- Hệ thống viết lại trừu tượng
- Mạng tương tác
- Mạng lưới quy trình Khan